# Jan Ostroróg (Woiwode, 1565)

Herb Nałęcz, das Wappen von Jan Ostroróg

Jan Ostroróg (* 1565; † Juni 1622) war Kastellan von Posen (seit 1600), Woiwode von Posen (seit 1610), Tagebuchschreiber und Naturforscher. 

## Biografie
Jan Ostroróg war der Sohn von Stanisław Ostroróg und Zofia z Tęczyński, die beide zur evangelisch-lutherischen Religion konvertiert waren und diese an ihn weitergaben. Jan Ostroróg dagegen ließ sich bekehren und konvertierte 1587 wieder zum Katholizismus. Er war befreundet mit Piotr Skarga. Bei der Wahl des Königs 1587 gab er seine Stimme Sigismund III. Wasa. Er war sehr loyal Jan Zamoyski gegenüber. 1588 wurde er zum Podczaszy wielki koronny (pocillator Regni) ernannt und 1600 zum Kastellan von Posen. Während des Zebrzydowski-Aufstands unterstützte er den König und bemühte sich zwischen ihm und den Aufständischen zu vermitteln. Er nahm an der Schlacht von Guzów teil. 1610 wurde Jan Ostroróg zum Woiwoden von Posen ernannt. 
Er lebte meist in Ruthenien, vernachlässigte aber seine großpolnischen Landgüter auch nie. Nach der Rückkehr zum Katholizismus im Jahre 1589 erhielten die Protestanten in Grodzisk Wielkopolski eine eigene Kirche. 1593 gründete er dort die Neustadt, für die er Privilegien bereithielt.
Jan Ostroróg war zweimal verheiratet, das erste Mal mit Katarzyna Mielecka, Tochter des Woiwoden von Woiwodschaft Podlachien Mikołaj Mielecki, beim zweiten Mal mit Prinzessin Zofia Zasławska. 
Aus der ersten Ehe gingen zwei Kinder hervor:
- Mikołaj Ostroróg (1593–1651), Abgeordneter des Sejm walny in der Ruthenien und Bełz, Sejmmarschall, Starost von Tykocin und Busko-Zdrój
- Zofia ?, geb. Ostroróg

Aus der zweiten Ehe gingen folgende Kinder hervor:
- Stanisław Ostroróg
- Jan Ostroróg (jung verstorben)
- Kazimierz Ostroróg (jung verstorben)
- Anna ?, geb. Ostroróg
- Elżbieta ?, geb. Ostroróg
- Konstancja ?, geb. Ostroróg
- Elżbieta ?, geb. Ostroróg

Jan Ostroróg war umfassend literarisch tätig, er ist der Autor u. a. von Myślistwo z ogary (Jagd mit Hunden, 1618). Er veröffentlichte auch die ersten polnischen Imkerei-Guides über die Haltung von Bienenstöcken.